# Trial
Trial er en motorcykelsport, hvor deltagerne skal gennemkøre korte afmærkede terrænafsnit, og får en bedømmelse. Der uddeles strafpoint, hvis deltagerne sætter foden på jorden under løbet.
Trial kan køres alle steder, hvor terrænet er lidt kuperet, og ofte er stederne nedlagte grusgrave eller skovstykker.
Motorcyklerne der benyttes, skal være udstyret med støjdæmpere, ligesom normale motorcykler til gadebrug. Motorcyklerne er specielt designede til trial, idet det har lav vægt og en modificert motor, typisk mellem 250cc og 300cc. Mærkerne er mindre kendte 
som Montesa, Beta, Scorpa, Gas Gas, Ossa og Sherco. Det er også muligt at køre trial med  klassiske motorcykler, hvilket kaldes Classic. Fælles for Classic motorcyklerne er at de skal være med 2 bagstødæmpere (twin Shock) og tromlebremsere. De kan være fra traditionelle producenter som Triumph, Norton, BSA, Bultaco eller Montesa, men kan også være købt og som trialmotorcykler og ombygget.
Sporten organiseres under Danmarks Motor Union (DMU).

## I cykelsport
Trial køres også på cykel. Her findes modeller i 20" og 24" og 26", som kører på samme sektioner.
Cyklen er en blanding mellem en BMX og en mountainbike. Der er som regel ingen gear, og to små tandhjul. Det giver en hurtig acceleration hen mod en forhindring. Bremserne er på visse cykler hydrauliske, som på en motorcykel. Det giver præcist bremsetryk.
Sporten er ikke organiseret i Danmark, men der har været udstedt licens, så man kunne deltage i stævner i udlandet.